# Boris Andreevič Vil'kickij
Boris Andreevič Vil'kickij, in russo Борис Андреевич Вилькицкий? (San Pietroburgo, 22 marzo o 3 aprile 1885 – Bruxelles, 6 marzo 1961), è stato un navigatore, cartografo e geodeta russo, che ha esplorato l'oceano Artico.

## Biografia

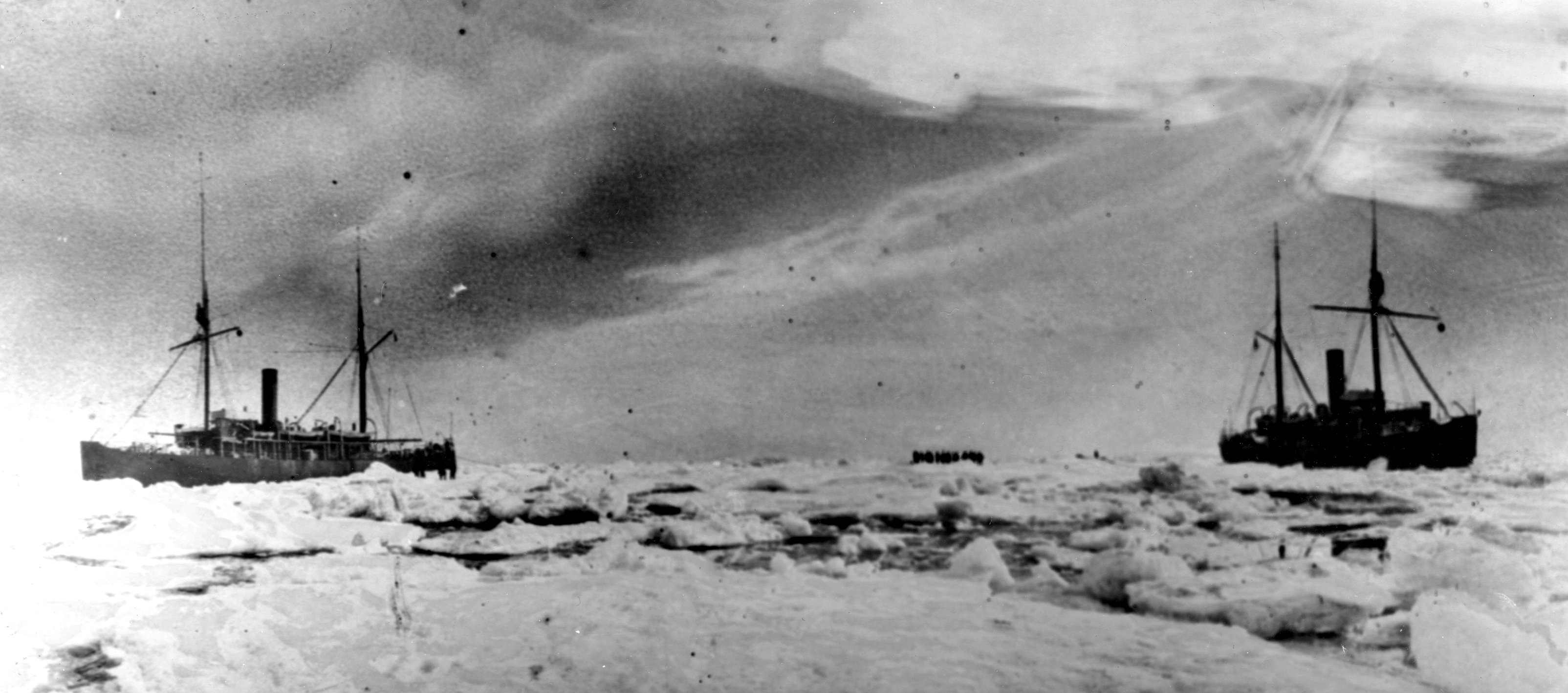
Le rompighiaccio Tajmyr e Vajgač (1913)

Nato a Pulkovo, sobborgo meridionale di San Pietroburgo, figlio di Andrej Ippolitovič Vil'kickij (1858-1913) anch'egli cartografo e geodeta, Boris Vil'kickij si è laureato presso l'Accademia Navale Kuznetsov di San Pietroburgo, nel 1908. Ha partecipato alla guerra russo-giapponese del 1904-1905. Nel 1913-1915 ha preso parte alla spedizione idrografica artica sulle rompighiaccio Tajmyr, di cui era capitano, e Vajgač, capitanata da Pëtr Alekseevič Novopašennyj, allo scopo di esplorare ulteriormente la rotta del mare del Nord.
Nel 1913, la spedizione ha scoperto la Severnaja Zemlja e Malyj Tajmyr, chiamate rispettivamente "Terra dello zar Nicola II" e "isola dello zarevic Aleksej", l'isola di Starokadomskij e l'isola che porta il suo nome. Nel 1914-1915, ha fatto il primo viaggio attraverso il passaggio a nord-est, da Vladivostok ad Arcangelo, scoprendo l'isola di Novopašennyj (ora isola di Žochov). La spedizione è arrivata ad Arcangelo il 16 settembre 1915.
Nel 1918, è stato nominato capo della prima spedizione idrografica sovietica, che non ebbe mai luogo a causa del sequestro da parte degli interventisti ad Arcangelo. Nel 1920, Vil'kickij è emigrato in Gran Bretagna. Nel 1923 e nel 1924, è stato nel mare di Kara per spedizioni commerciali su invito delle organizzazioni sovietiche del commercio estero. Tra il 1926 e il 1928 ha lavorato come idrografo nel Congo Belga. È morto a Bruxelles nel 1961.

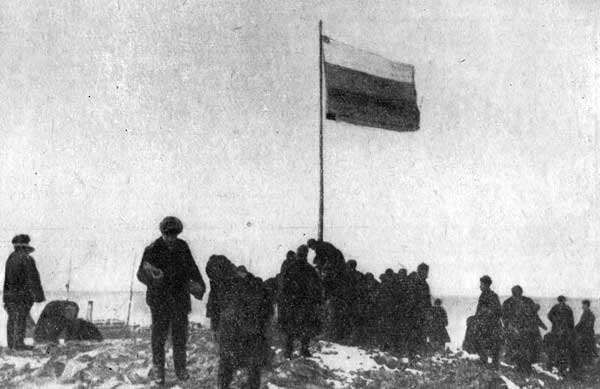
L'equipaggio di Boris Vil'kickij pianta la bandiera russa a capo Berg sull'isola della Rivoluzione d'Ottobre, (Severnaja Zemlja, 1913)

## Luoghi dedicati
Portano il nome di Vil'kickij in onore di Boris e del padre Andrej Ippolitovič:
- Lo stretto di Vil'kickij, tra la penisola del Tajmyr e l'isola Bolscevica (Severnaja Zemlja).
- L'Isola di Vil'kickij, una delle isole De Long che fanno parte dell'arcipelago delle isole della Nuova Siberia.
- L'isola di Vil'kickij nel mare di Kara.
- Le isole di Vil'kickij nell'arcipelago di Nordenskiöld.
- Le isole di Vil'kickij nel mare di Laptev.
- Capo Vil'kickij (Мыс Вилькицкого) 76°59′26″N 67°34′14″E, sulla punta nord dell'isola Severnyj (Novaja Zemlja). Un golfo, un monte e un ghiacciaio sulla stessa isola.
- Capo Vil'kickij, in fondo al golfo Čekina, sulla costa orientale di Severnyj 73°40′20″N 56°45′15″E.